# غلام محمد لعلزاد بلوچ
غلام محمد لعل زاد بلوچ یا لعلزاد بلوچ (بلوچی: غلام محمد لعلزاد بلوچ) یکی از روزنامه نگاران در زبان بلوچی می‌باشند که فعلاً در تورنتو، کانادا زندګی می‌کنند. لعلزاد بلوچ اصالتاً از نیمروز افغانستان می‌باشند. ایشان با آل اندیا رادیو به مدت ۳۰ سال از سال ۱۹۷۴ تا ۲۰۰۳ در بخش بلوچی کار کرده‌اند.

## زندگی‌نامه

### آموزش و تحصیل
لعلزاد بلوچ تعلیمات ابتدایی خویش را در مکتب لیسه فرخی سیستانی، ولایت نیمروز آغاز نموده، لیسه متوسطه را در اصول تحریر و لیسه اداره عامه کابل به پایان رسانیده‌است. لیسانس خویش در بخش حقوق و علوم سیاسی پوهنتون کابل (بخش قضایی) به پایان رسانیده‌است. درجه فوق لیسانس را در بخش ادبیات در پوهنتون دهلی نو کشور هندوستان به دست آورده‌است و همچنان دکترای خویش را جامعه ملیه اسلامیه، دهلی نو، هند به دست آورده‌است.

### آثار
- شعر معاصر دری در افغانستان (زبان دری)
- مقاله به زبان انګلیسی دربارهٔ بلوچ‌ها و زبان بلوچی در (دانشنامه بریتانیکا)
- افغانستان مین جدید فارسی شاعری (کتاب به زبان اردو)
- مدیر مسئول ماهنامه بنیاد بیاد فرهنګ و تمدن افغانستان، دهلی از ۱۹۹۰–۲۰۰۲
- عضو هیئت تحریر ماهنامه اندیشه نو، تورنتو ۲۰۰۳ - تاحال.

### ترجمه کتاب
- بلوای سواره نظام بسوی کابل، که درماهنامه‌های افغانی از دهلی و تورنتو به چاپ رسید
- دیکشنری انګلیسی- بلوچی با بیش از ۱۰ هزار واژه، زیر چاپ
- تحریر صدها مقله و مطالب و اشعار به زبان‌های دری و بلوچی و ترجمه‌های دیګر از زبانهای اردو، انګلیسی به زبان‌های دری و بلوچی.